# Marty Engel
Martin Stephen „Marty“ Engel (* 25. Januar 1932 in New York City; † 29. Januar 2022) war ein US-amerikanischer Leichtathlet.

## Karriere
Marty Engel belegte 1952 für die New York University bei den Amateur-Athletic-Union-Meisterschaften den zweiten Platz im Kugelstoßen. Bei den Olympischen Spielen 1952 gelang ihm im Finale des Hammwurf-Wettkampfs kein gültiger Versuch. 1953 gewann er in dieser Disziplin den Meistertitel der Amateur Athletic Union. Ein Jahr später folgte bei der Makkabiade der Gewinn der Goldmedaille im Hammerwurf und Silber im Diskuswurf. 1954 wurde er kanadischer Meister im Hammerwurf und stellte zudem mit einer Weite von 59,55 Metern einen US-Rekord im Hammerwurf auf.
Bei den Panamerikanischen Spielen 1955 in Mexiko-Stadt gewann er Silber im Hammerwurf und Bronze im Kugelstoßen.
In den frühen 1960er Jahren verletzte sich Engel schwer am Knöchel. Daraufhin änderte er bei seinen Würfen fortan die Drehrichtung. Später ließ Engel sich in Centerport, New York nieder und wurde Trainer.

## Persönliche Bestleistungen
- Kugelstoßen: 15,40 m, 1954
- Hammerwurf: 61,74 m, 11. Juni 1960, Yonkers